# Église de la Mère-de-Dieu à Voskepar
L'église de la Mère-de-Dieu à Voskepar ou église Astbatsatsine (arménien : Ոսկեպարի Սուրբ Աստվածածին եկեղեցի) est une église du village de Voskepar dans le marz de Tavouch en Arménie.

## Histoire
L'église de Sourb (Saint en arménien) Astbatsatsine a été créée au VIe siècle-VIIe siècle
À l'extérieur, les abside sont de forme rectangulaire. La forme de l'église et sa petite taille permet de la classer dans les églises de plan dit en croix libre, ou de mastara. L'édifice s'élève sur un stylobate à gradin. Il est construit en blocs de felsite carrés et en tuf. Le tambour est recouvert d'un dôme.
L'église de la Sainte-Mère-de-Dieu se distingue par la profondeur de ses absides et la forme allongée des bas-côtés
rectangulaires. Les absides se chevauchent par une voute. Les deux entrées sont décorées d'un portail garni de demi-colonnes et d'un fronton posé sur un arc. Les tympans sont gravés d'une croix. Les corniches sont recouvertes de motifs décoratifs géométriques répétés. Les encadrements de fenêtres sont profilés et sur deux d'entre eux sont sculptés des folioles à cinq pétales. Tous ces éléments sont caractéristiques de l'architecture arménienne de la première moitié du VIIe siècle. 
Il existe des églises de conception similaire telles que l'église Saint-Jean-Baptiste de Mastara à Talin, l'église Saint-Georges à Artik, l'église Saint-Grégoire l'Illuminateur à Harich au sein du monastère Haritchavank, l'église Gmbet près de Kars etc., mais parmi celles-ci celle de Voskepar est petite de taille et possède un arc rectangulaire.

## Situation actuelle
L'église est en bon état. Le toit était à l'origine constitué de tuiles. Une restauration de l'église a eu lieu en 1975—1977.